# Adam Milczyński
Adam Milczyński Kaas (ur. 15 grudnia 1921 w Grodzisku Wielkopolskim, zm. 2 lipca 2022) – polski architekt, profesor katedry architektury na Uniwersytecie Nawarry w Pampelunie.

## Życiorys
Syn Jana i Małgorzaty. W Grodzisku ukończył Szkołę Powszechną i Gimnazjum im. Juliusza Słowackiego. Losy wojny w 1945 rzuciły go do Niemiec, gdzie podjął studia. W 1948 uzyskał stypendium w Hiszpanii, które pozwoliło mu na ukończenie studiów architektury w Madrycie. W 1955 przeniósł się do Stanów Zjednoczonych i jako architekt stał się współtwórcą projektów: pawilonów IBM na wystawę światową w Nowym Jorku, teatru Vivian Beaumont w Nowym Jorku, uczelni w New Haven. W tym czasie współpracował z Uniwersytetem Yale. W 1973 wrócił do Hiszpanii i przyjął profesurę w katedrze architektury i urbanistyki na Uniwersytecie Nawarry w Pampelunie. Tu zajmował się przystosowaniem architektonicznym terenów Igrzysk Olimpijskich w Barcelonie oraz terenów wystawy światowej w Sewilli do poruszania się osób fizycznie upośledzonych. 
W kwietniu 1994 został honorowym obywatelem miasta Grodziska.
Zmarł w 2022 roku w wieku 101 lat.

## Życie prywatne
Żonaty z Peruwianką, ma dwóch synów.